# Maria Teresa Sàbat i Salinas
Maria Teresa Sàbat i Salinas (Igualada, 24 de novembre de 1911-Igualada, 25 de novembre de 2011) fou una mecenes catalanista i fundadora de l'Editorial Alcides.
L'Ateneu Igualadí i els cercles intel·lectuals més notables de Barcelona van ser els seus principals escenaris d'infantesa i joventut.
Quan les tropes franquistes derroten el govern legítim de la República, ella, amb 28 anys, i el seu marit, Pere Puig i Quintana, s'exilien a la Catalunya Nord durant gairebé un any, primer a Perpinyà i després a Prada de Conflent. S'hi retroben amb destacats intel·lectuals catalans a l'exili, com Pompeu Fabra, Josep M. de Sagarra, Pau Casals, Maurici Serrahima, Pau Romeva, Alexandre Plana, Joan Alavedra… A algun d'ells, fins i tot, els van ajudar a sobreviure econòmicament.
Després de l'exili, s'instal·len a Barcelona i el 1943 funden l'entitat la Benèfica Minerva, juntament amb el mecenes Fèlix Millet i Maristany i Maurici Serrahima. Els objectius de l'entitat seran, d'una banda, mantenir financerament institucions com l'Institut d'Estudis Catalans (IEC), els Estudis Universitaris Catalans i l'Associació Protectora de l'Ensenyança Catalana, i de l'altra, dotar de certs ingressos econòmics els escriptors catalans retornats de l'exili, com Carles Riba, Josep M. de Sagarra, Ferran Soldevila, Pau Romeva i Alexandre Galí.
La intensa dedicació del matrimoni Sàbat-Puig i Quintana va ser clau perquè industrials, financers, metges i advocats s'impliquessin econòmicament i financera amb la Benèfica Minerva perquè aquesta pogués dur a terme la seva tasca de mecenatge. Fins i tot, l'entitat va arribar a cedir a l'IEC uns despatxos perquè els pogués utilitzar com a instal·lacions.
La Benèfica Minerva, reconvertida en l'Agrupació Cultural Minerva, va patir, l'any 1959, una greu sotragada interna arran de la crisi financera del seu principal contribuent, Fèlix Millet. En aquest moment, Millet decideix desentendre’s de l'entitat i –juntament amb Lluís Carulla, Joan Baptista Cendrós, Joan Vallvé i Pau Riera– fundar-ne una de nova que se sustentaria econòmicament a partir de les aportacions de milers de petits socis i sòcies, Òmnium Cultural.
Sàbat i Puig i Quintana, dolguts per la marxa de Millet i la fundació de la nova Òmnium Cultural, van fundar l'any 1961 l'Editorial Alcides, amb la qual van publicar l'excel·lent obra col·lectiva Un segle de vida catalana (1814-1930), coordinada per Ferran Soldevila. Però els resultats econòmics de l'editorial no van ser els esperats i l'any 1964 la van tancar. El matrimoni, esgotat, va decidir retornar a l'Anoia, a Orpí. En una entrevista amb la Revista d'Igualada, Maria Teresa Sàbat explicava: “Estàvem que no podíem més, a Barcelona. En Pere n'estava tip, i tenia ganes de reposar. Gairebé ens havíem gastat tota la nostra fortuna: ens l'havíem anat “menjant”. I tot això pel país!”
El matrimoni Sàbat-Puig i Quintana va ser també un dels principals promotors de l'Escola Mowgli, que es va inaugurar oficialment el 25 de juliol de 1962 amb la intenció d'oferir un model educatiu alternatiu al model únic imperant i imposat pel Movimiento Nacional.
L'any 2011, la presidenta d'Òmnium Cultural, Muriel Casals, va enviar una carta a Maria Teresa Sàbat, per fer-li saber que era la guanyadora del Premi al Compromís Cultural d'Òmnium-Anoia, per la seva valuosa tasca desenvolupada amb la Benèfica Minerva. La carta de Muriel Casals deia així: 
| «                                       | Som conscients que, quan Òmnium Cultural va néixer, l'any 1961, possiblement no va fer-ho amb tot el tacte possible envers vostè i el seu marit, Pere Puig i Quintana. És per aquest motiu que ens sentim plenament orgullosos de la decisió presa per la delegació comarcal de l'Anoia d'homenatjar-la, i ens sumem al reconeixement públic a la ingent tasca de redreçament cultural que vostè i el seu marit van desenvolupar, tant amb La Benèfica Minerva com amb l'Editorial Alcides, dues lloables iniciatives empreses durant la llarga nit del franquisme | » |
| — Muriel Casals, Carta de Muriel Casals | |   |

Sàbat es va alegrar de rebre aquest premi i va reconèixer que se sentia satisfeta per tota la seva trajectòria com a mecenes. Amb humor va assegurar que “les tibantors que podia haver tingut cap a Òmnium Cultural ja havien quedat saldades".